# Mosse Cabrit
Mosse Cabrit (Valls, ca. 1350 – Santa Coloma de Queralt, 1410-11) va ser un draper, filàntrop i bibliòfil jueu.
Segons Gabriel Secall, va néixer a Valls, on vivien els seus pares, a mitjans del segle XIV. El 1374 es troba documental per primera vegada a la capital de l’Alt Camp. L’estiu de 1391 abandona la ciutat per escapar dels atacs que es produeixen al call jueu i s’instal·la a Santa Coloma de Queralt, vila amb qui tenia tractes comercials, on possiblement havien viscut alguns antecessors seus i que no havia viscut tumults gaire greus.
Secall apunta que “fou amic inseparable d'Astruch Bonafeu", conegut poeta i polemista hebreu. El 1404 és nomenat marmessor del filantrop colomí Samuel Tubba, mecenes de la sinagoga de Santa Coloma. Cabrit també feu deixes per fer possible aquesta construcció.
En el testament redactat el 19 de setembre de 1410, dicta: «Vull que després de la mort de la mare y muller meves se construhesca una casa que s’anomene eszes, qui vol dir “casa dospital”. I si mos béns no arriben per poder obrar dita casa, a coneguda dels mestres de cases, que lo marmessor, ab son company, preguen a la aljama que hi ajude, “e en cas que la aljama noy volgués adjudar...”. Gràcies a les donacions familiars i de la comunitat jueva, així com dels préstecs de l’esmentat Astruch Bonafeu, el 1415 va poder comprar-se una casa que exerciria d’Hospital, que afrontava amb el carrer de les Quarteres i el jardí del castell de Santa Coloma.
Mosse Cabrit va morir entre finals de 1410 i principis de 1411. Secall apunta que en l’inventari dels seus béns hi consta una casa de grans dimensions i una biblioteca conformada per setanta volums “sobre comentaris bíblics, talmúdics, juridicoreligiosos i sobre temàtica diversa”.